# 유즈키 아이
유즈키 아이(일본어: 柚月あい, 1994년 12월 5일 ~ )는 일본의 성인 비디오 여배우다. 모델을 연상시키는 생김새를 지녔고, 유명 AV 배우로서 활동했다.
2014년 1월 발매된 《점점 고조되는 아마추어 아가씨 236》으로 AV에 데뷔했고 이후 프레스티지의 전속 배우로 활동했다. 2015년 DMM성인상에서 최우수신인상 후보에 이름을 올렸고, 2016년 1월 《프레스티지 팬감사제!! 버스투어 완전 은퇴 SPECIAL》을 마지막으로 은퇴했다.

## 같이 보기
- DMM성인상
- 프레스티지
- 성인 비디오 / 배우